# 日本サン石油
日本サン石油株式会社（にほんサンせきゆ、英: JAPAN SUN OIL COMPANY, LTD.）は、日本の石油化学製品製造販売企業。

「SUNOCO」（英語版）ブランドの潤滑油製品、および、自社ブランドの潤滑油製品の製造販売を行う。SUNOCOブランド、および、冷凍機油「SUNISO」については、アジア・オセアニア地域への販売ライセンスを有し、各国への輸出も行っている。

## 概要
米国の総合エネルギーメーカーであるスノコ (Sunoco Inc.) の日本及びアジア地域の拠点として1966年（昭和41年）8月に米国サンオイルと日本漁網船具（現・ニチモウ）、日本通商、日本勧業銀行の共同出資により設立された合弁会社である。
外資系ルブメーカーとしては唯一、国内に潤滑油製造（ブレンディング）を行う自社工場を保有。自社組織に技術研究所を有し、米国Sunoco Inc.の製品を輸入・販売するのみならず、独自の開発能力、生産能力を持つ。
自社工場である市川工場ならびに技術研究所は、ISO14001（JQA-EM5259）を取得している。

## 製品展開
エアコンや冷蔵・冷凍庫に使用される冷凍機油では、米国Sunoco Inc.ともに世界的シェアを持つ。また、工業用潤滑油、自動車用潤滑油をはじめとする製品を市場に供給している。

### 冷凍機油
- SUNISO　HCFC、HC、アンモニア冷媒を使用する冷媒・冷凍空調機器の冷凍機油。厳選されたナフテン原油を使用し、特殊な水素化精製により熱・化学安定性に優れる。
- Sunice　HFC、HFO冷媒対応の化学安定性に優れたポリオールエステル（POE）系の冷凍機油。対応温度領域が広い上、加水分解安定性に優れる。

### 工業用潤滑油
- プロセスオイル
- 研削・切削油
- 油圧作動油
- 工業用ギアオイル
- エアーコンプレッサー油
- その他、各種加熱装置の無公害熱媒体油・電気絶縁油。殺虫剤のスプレーオイル、インクオイル、ドアチェッカーの作動油など。

### オートモーティブルブ
- エンジンオイル
- ギアオイル
- AT・CVTフルード
- パワーステアリングフルード
- ブレーキフルード
- エアコン添加剤
- フラッシング
- レース用ガソリン[2]

## モータースポーツ
研究開発の場として捉え、実戦でのデータを市販製品へフィードバックさせている。チーフ・テクニカル・アドバイザーは、つちやエンジニアリングの土屋武士。「Team KYGNUS SUNOCO」として同根のキグナス石油と共同のレーシングチームを保有している。

### 4輪

#### スーパーフォーミュラ
全日本F3000選手権時代、1995年（平成7年）から「Team LeMans」の技術支援を伴うテクニカル・スポンサーを務める。

#### SUPER GT
2006年から土屋武士と参戦。つちやエンジニアリングへのテクニカル・スポンサーを務め、2009年以降は市販製品を使用して参戦する。
2020年からは、つちやエンジニアリングがGT300クラスへ参戦する「HOPPY team TSUCHIYA」のスポンサードに加え、GT500クラスの「TEAM KeePer TOM's」「TGR TEAM au TOM's」へのスポンサードを行う。GT500クラスへのスポンサード参戦は12年ぶりとなる。

#### D1GRNDPRIXシリーズ
2001年から大会協賛及びチームや車両のサポートを務める。全車両に市販製品を使用。

#### その他
ツーリングカー、プロダクションカーレースのチームやジムカーナチームへのサポートも行っている。

## SUNOCOイメージガール

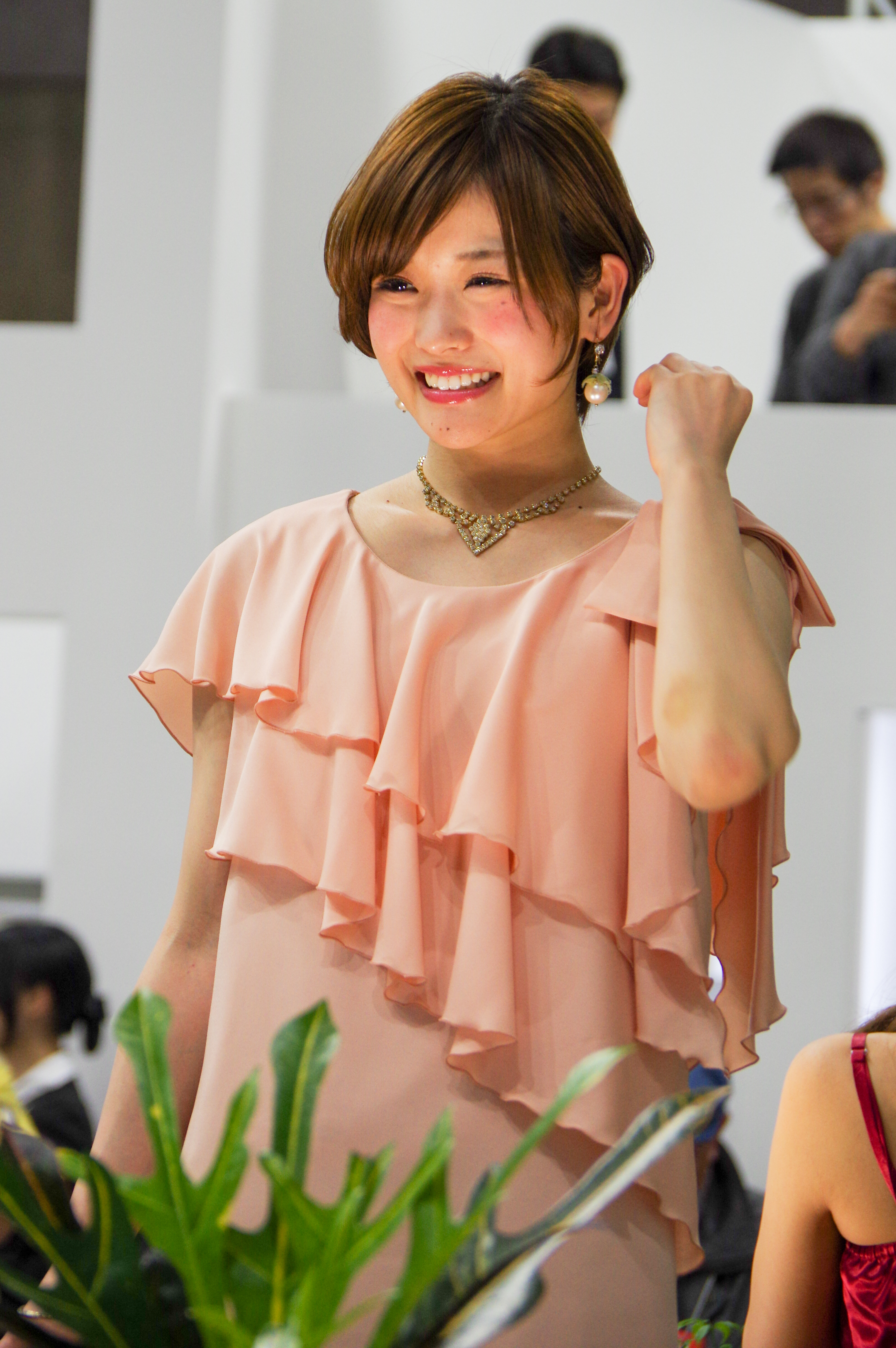
2014年から3年連続でSUNOCOイメージガールを務めた藤井みのり（2016年2月、CP+にて）

レースクイーン活動を始め、関連イベント・WEBサイト等SUNOCOブランドの普及活動を行う。
- 2004年：実川幸、小林美里
- 2005年：南香織（当時は「向尾香織」名義で活動）、鈴木礼央奈
- 2006年：下島美来、工藤ゆきこ
- 2007年：miho
- 2008年 - 2009年：青依
- 2010年 - 2012年：大山美保
- 2013年：熊本恵
- 2014年 - 2016年：藤井みのり
- 2017年：柚月めい
- 2018年：藤井マリー
- 2019年：後藤佑紀
- 2020年：遊馬りえ
- 2023年 - 2024年：立華理莉